# Mirko Vičević
Mirko Vičević, född 30 juni 1968 i Kotor, är en före detta jugoslavisk vattenpolospelare. Han tog OS-guld 1988 med Jugoslaviens landslag.
Vičević spelade sju matcher och gjorde tre mål i den olympiska vattenpoloturneringen i Seoul som Jugoslavien vann. I den olympiska vattenpoloturneringen i Atlanta gjorde han tretton mål för FR Jugoslavien.
Vičević tog VM-guld för Jugoslavien i samband med världsmästerskapen i simsport 1986 i Madrid och 1991 i Perth.